# San Pietro Vernotico
San Pietro Vernotico je městem a samosprávným územním celkem provincie Brindisi v Apulii. Leží na severovýchodě italského pobřeží. Mezi hlavní hospodářské aktivity patří pěstování oliv, hroznového vína a turismus. V tomto městě chodil do základní školy slavný italský zpěvák, textař, herec a později i člen italského parlamentu Domenico Modugno.

## Hlavní pamětihodnosti
- Kostel San Pietro Apostolo s freskami čtyř evangelistů
- Chiesa Matrice (Kostel Matky z 15. století)
- Torre Quadrata (Čtvercová věž ze 14. století)